# Liste von Käsesorten aus Spanien
Die Liste enthält Käsesorten aus Spanien.

## Liste
| Herkunftsbezeichnung                                                  | Region                                        | Milch von:          | Schutz | Typ              | Abbildung |
| --------------------------------------------------------------------- | --------------------------------------------- | ------------------- | ------ | ---------------- | --------- |
| Afuega’l Pitu                                                         |                                               |                     |        |                  |           |
| Queso de Burgos                                                       | Kastilien und León                            | Schaf               |        | Frischkäse       |           |
| Queso los Beyos                                                       | Asturien                                      | Schaf, Kuh          | IGP    | Schnittkäse      |           |
| Queso Camerano                                                        |                                               |                     | g.U.   |                  |           |
| Queso Nata de Cantabria                                               | Kantabrien                                    |                     |        |                  |           |
| Cabrales oder Cabraleskäse                                            | Asturien                                      | Schaf – Kuh – Ziege | DOP    | Blauschimmelkäse |           |
| Cebreiro                                                              |                                               |                     | g.U.   |                  |           |
| Queso Casín                                                           |                                               |                     | g.U.   |                  |           |
| Queso de La Serena                                                    | Extremadura                                   |                     | DOP    |                  |           |
| Gallego                                                               |                                               |                     |        |                  |           |
| Gamoneu oder Gamonedo                                                 |                                               |                     | g.U.   |                  |           |
| Garbotxa                                                              | Murcia – Granada                              |                     |        |                  |           |
| Ibérico                                                               |                                               | Schaf – Kuh – Ziege |        | Schnittkäse      |           |
| Ibores                                                                | Extremadura                                   | Ziege               | DOP    |                  |           |
| Idiazabal                                                             | Baskenland – Navarra                          | Schaf               | DOP    | Hartkäse         |           |
| Queso de l’Alt Urgell y la Cerdanya                                   | Katalonien Alto Urgell und Cerdanya (Comarca) | Kuh                 | DOP    | Schnittkäse      |           |
| Mahón-Menorca                                                         | Menorca – Balearische Inseln                  | Kuh                 | DOP    | Hartkäse         |           |
| Queso Manchego                                                        | Kastilien-La Mancha                           | Schaf               | DOP    | Hartkäse         |           |
| Queso Majorero                                                        | Kanarische Inseln – Fuerteventura             |                     | DOP    |                  |           |
| Mató                                                                  | Katalonien                                    | Schaf – Ziege       |        | Frischkäse       |           |
| Queso de Murcia                                                       | Murcia                                        |                     | DOP    |                  |           |
| Queso de Murcia al Vino                                               | Murcia                                        |                     | DOP    |                  |           |
| Picón Bejes-Tresviso                                                  |                                               |                     | g.U.   |                  |           |
| Roncal / Ronkari                                                      | Navarra                                       | Schaf               |        | Hartkäse         |           |
| Serrat                                                                | Pallars Katalonien                            |                     |        |                  |           |
| Queso Tetilla                                                         | Galicien                                      | Kuh                 | DOP    | Schnittkäse      |           |
| Torta del Casar                                                       | Extremadura                                   | Schaf               | DOP    | Weichkäse        |           |
| Tupí                                                                  | Katalonien                                    |                     |        |                  |           |
| Queso Zamorano                                                        | Kastilien und León                            | Schaf               | DOP    | Schnittkäse      |           |
| Queso de El Carballo                                                  | Asturien Taramundi                            | Kuh                 |        | Schnittkäse      |           |
| Queso de Oscos                                                        | Asturien Grandas de Salime                    | Kuh                 |        |                  |           |
| Queso de Abredo                                                       | Asturien Coaña                                | Kuh                 |        |                  |           |
| Queso de Xenestoso                                                    | Asturien Cangas del Narcea                    | Kuh                 |        |                  |           |
| Queso del Valle del Narcea                                            | Asturien Salas                                | Kuh                 |        |                  |           |
| Queso de Fuente                                                       | Asturien Proaza                               | Kuh                 |        |                  |           |
| Queso de Afuega’l pitu                                                | Asturien                                      | Kuh                 |        |                  |           |
| Queso de La Peral                                                     | Asturien Illas                                | Kuh und Schaf       |        |                  |           |
| Queso de Ovín                                                         | Asturien Nava                                 | Ziege und Schaf     |        |                  |           |
| Queso de Urbiés                                                       | Asturien Mieres                               | Kuh                 |        |                  |           |
| Queso Casín                                                           | Asturien Caso/Sobrescobio                     | Kuh                 |        |                  |           |
| Queso de Caxigón                                                      | Asturien Cabrales                             | Kuh                 |        |                  |           |
| Queso de Canal de Ciercos                                             | Asturien Peñamellera Baja                     | Kuh                 |        |                  |           |
| Queso Monje                                                           | Asturien Panes                                | Kuh                 |        |                  |           |
| Queso Cueva de Llonín                                                 | Asturien Peñamellera Alta                     | Kuh                 |        |                  |           |
| Queso Miranda                                                         | Asturien Avilés                               | Kuh                 |        |                  |           |
| Queso Los Carriles                                                    | Asturien Llanes                               | Kuh                 |        |                  |           |
| Queso de Piedra                                                       | Asturien Llanes                               | Kuh                 |        |                  |           |
| Queso de Jalón                                                        | Asturien Cangas del Narcea                    | Ziege               |        |                  |           |
| Queso Oveyeru                                                         | Asturien Amieva                               | Ziege               |        |                  |           |
| Queso de Porrúa                                                       | Asturien Llanes                               | Ziege               |        | Schnittkäse      |           |
| Queso Varé                                                            | Asturien Siero                                | Schaf               |        |                  |           |
| Queso de La Peña                                                      | Asturien San Martín del Rey Aurelio           | Schaf               |        |                  |           |
| Queso de Collada                                                      | Asturien Amieva                               | Schaf – Kuh         |        |                  |           |
| Queso Cuevas del Mar                                                  | Asturien Llanes                               | Schaf               |        | Schnittkäse      |           |
| Queso de Peña Tú                                                      | Asturien Llanes                               | Schaf               |        |                  |           |
| Queso de La Chivita                                                   | Asturien Peñamellera Baja                     | Schaf – Kuh         |        |                  |           |
| Queso de El Boxu                                                      | Asturien Soto de Cangas de Onís               | Schaf               |        |                  |           |
| Queso de Madelva                                                      | Asturien Piloña                               | Schaf + Ziege       |        |                  |           |
| Queso de Gamonedo                                                     | Asturien Cangas de Onís                       | Schaf + Ziege       |        |                  |           |
| Queso de Pría                                                         | Asturien Llanes                               | Schaf + Ziege       |        | Schnittkäse      |           |
| Queso de Vidiago                                                      | Asturien Llanes                               | Schaf + Ziege       |        |                  |           |
| Queso de Peñamellera                                                  | Asturien Peñamellera Alta                     | Schaf + Ziege       |        |                  |           |
| Queso de Rozagás                                                      | Asturien Peñamellera Alta                     | Schaf + Ziege       |        |                  |           |
| Queso de Arangas                                                      | Asturien Cabrales                             | Schaf + Ziege       |        |                  |           |
| siehe Queso de Xenestoso                                              |                                               |                     |        |                  |           |
| Arzúa-Ulloa                                                           | Galicien                                      | Kuh                 |        |                  |           |
| Queso de Flor de Guía, Queso de Media Flor de Guía oder Queso de Guía | Kanarische Inseln                             | Schaf+Ziege+Kuh     | g.U.   | Weichkäse        |           |
| Quesucos de Liébana                                                   | Kantabrien                                    | Schaf/Ziege/Kuh     | g.U.   | Schnittkäse      |           |
| Queso Nata de Cantabria                                               | Kantabrien                                    | Kuh                 | DOP    | Schnittkäse      |           |
| Queso Palmero oder Queso de la Palma                                  | Kanarische Inseln                             | Ziege               |        | Weichkäse        |           |
| Queso San Simón da Costa                                              | Galicien                                      | Kuh                 | DOP    | Weichkäse        |           |
| Queso de ValdeónTorta del Casar                                       | Kastilien und León                            | Schaf / Ziege       | DOP    | Blauschimmelkäse |           |